# Vorța
Vorța is een Roemeense gemeente in het district Hunedoara.
Vorța telt 1002 inwoners.